# Niederländische Badmintonmeisterschaft 1955
Die Niederländische Badmintonmeisterschaft 1955 war die 14. Auflage der nationalen Titelkämpfe im Badminton in den Niederlanden. Die Meisterschaft wurde in Haarlem ausgetragen.

## Titelträger
| Disziplin    | Sieger                   |
| ------------ | ------------------------ |
| Herreneinzel | Edward H. den Hoed       |
| Dameneinzel  | Els Robbé                |
| Herrendoppel | Leen Verhoef Bob Loo     |
| Damendoppel  | Cootje Verhoef Els Robbé |
| Mixed        | Leen Verhoef Els Robbé   |